# Stazione di Gacheondae
Gacheondae (가촌대역 - 嘉泉大驛, Gacheondae-yeok ) è una stazione ferroviaria servita dalla linea Bundang della Korail. La stazione si trova nel quartiere di Bundang-gu, a Seongnam, città della regione del Gyeonggi-do, in Corea del Sud. Il sottotitolo della stazione in inglese è "Gacheon University".

## Linee
Korail
■ Linea Bundang (Codice: K223)

## Struttura
La stazione è realizzata in sotterranea, con due marciapiedi laterali e due binari passanti.
| 1 | ■ Linea Bundang | per Bokjeong, Suseo, Seolleung e Wangsimni |
| 2 | ■ Linea Bundang | per Jeongja, Giheung, Mangpo e Suwon       |

## Stazioni adiacenti
| «             | Servizio        | »              |
| Linea Bundang | Linea Bundang   | Linea Bundang  |
| ------------- | --------------- | -------------- |
| K222 Bokjeong | Locale Espresso | Taepyeong K224 |